# Johan Christoffer von Schulzen
Johan Christoffer von Schulzen (Schultzen), född 10 september 1765 i Stockholm, död 24 mars 1849 i Örebro, var en svensk överste och tecknare.
Han var son till apotekaren och assessorn Pehr Christopher Schulzen och Anna Elisabeth von Brehmer och gift med Margareta Christina Wetterström. Schulzen gjorde en militär karriär och medverkade i finska kriget 1788–1789 och kriget mot Norge 1809 och 1814. Schulzen var mångsidig och efter utbildning med avlagd artilleriexamen 1782 utbildade han sig vid fortifikationen och tilldelades ett antal medaljer för sina civila arkitekturritningar. Han studerade även vid målare och bildhuggareakademien och bevistade samtidigt anatomiska föreläsningar. Han medverkade även vid dissektionerna i Theatrum anatomicum för att kunna dra nytta av detta i veterinärvetenskapen. Han begärde avsked från armén 1814 och han adlades 1815, introducerad med nummer 2247 på Riddarhuset, för att slutligen få avsked från krigstjänsten. Sonen Carl Jakob slöt ätten vid sin död 1866. Han utnämndes 1824 till intendent vid arméns första passevolanskommissariat. Hans konst består av landskapsteckningar och var representerad i Christoffer Eichhorns samling.  